# 秋別
秋别（羅馬化：Tyube；库梅克语：Тёбе）是俄罗斯达吉斯坦共和国的市级镇，属库姆托尔卡拉区，位于舒劳津河（Шураозень）沿岸地区，在区行政中心科尔克马斯卡拉北、共和国首府马哈奇卡拉西北方。
该地2021年人口有7,277人；2010年人口6,496；2002年人口6,040；1989年人口3,059。